# Zoanthus sinensis
Zoanthus sinensis är en korallart som beskrevs av Zunan 1998. Zoanthus sinensis ingår i släktet Zoanthus och familjen Zoanthidae. Inga underarter finns listade i Catalogue of Life.